# Henryk VII Tudor
Henryk VII, ang. Henry VII (ur. 28 stycznia 1457, zm. 21 kwietnia 1509) – pierwszy król Anglii i lord Irlandii z dynastii Tudorów; panował od 22 sierpnia 1485 r., uważany był za jednego z najlepszych angielskich władców.

## Hrabia Richmond
Henryk Tudor był synem Edmunda Tudora, 1. hrabiego Richmond, przyrodniego brata króla Henryka VI, urodzonym już po śmierci ojca. Jego matką była Małgorzata Beaufort, potomkini króla Edwarda III po Janie z Gandawy i Katarzynie Swynford. Po ojcu Henryk odziedziczył tytuł hrabiego Richmond; po matce – wątpliwe prawo do angielskiego tronu. Urodził się w Pembroke w Walii. Wychowywany był przez stryja, Jaspera Tudora, 1. hrabiego Pembroke. Stryj gorliwie popierał „sprawę lancasterską”. Po przegranej kampanii 1471 r. musiał uciekać z kraju. Zabrał ze sobą 14-letniego Henryka i udał się do Bretanii. Henryk spędził tam następne 11 lat jako de facto więzień księcia Franciszka II. Przez Lancasterów uważany był za prawowitego dziedzica angielskiej korony. Pierwszą próbę jej uzyskania podjął w 1483 r., ale jego flotę powstrzymała burza.

## Dojście do władzy
Po upadku rewolty swojego kuzyna, Henry’ego Stafforda, 2. księcia Buckingham, Henryk stał się głównym pretendentem do tronu Anglii z dynastii Lancasterów. Zdobył poparcie rodziny Woodville’ów – powinowatych zmarłego króla z dynastii Yorków – Edwarda IV (obiecał m.in. ożenić się z najstarszą córką Edwarda, Elżbietą). Wsparcie uzyskał również od króla Francji Karola VIII. 7 sierpnia 1485 r. wylądował w Milford Haven w Walii na czele niewielkich oddziałów składających się głównie z francuskich najemników. Towarzyszyli mu stryj, hrabia Pembroke, oraz John de Vere, 13. hrabia Oxford, doświadczony żołnierz i wierny zwolennik sprawy Lancasterów. Rodzina Henryka miała walijskie korzenie i twierdziła, że pochodzi od dawnych królów Walii. Henryk jako swoje godło przyjął czerwonego walijskiego smoka. Uzyskał on szerokie poparcie w Walii i wkraczając do Midlands dysponował już 5 tysiącami żołnierzy.
Przeciwko niemu maszerował król z dynastii Yorków, Ryszard III, na czele 8 tys. żołnierzy. Zarówno Henryk, jak i Ryszard zdawali sobie sprawę, że wynik bitwy zależeć będzie od operującej w pobliżu trzeciej armii, dowodzonej przez lorda Stanleya i jego brata, sir Williama Stanleya. Lord Stanley obiecał pomoc zarówno Ryszardowi (oddał nawet swojego syna jako zakładnika) jak i Henrykowi (był jego ojczymem, trzecim mężem Małgorzaty Beaufort). Do bitwy doszło 22 sierpnia 1485 r. pod Bosworth. Walkę rozpoczęły straże przednie obu armii (dowodzone przez lorda Oxforda po stronie Lancasterów i księcia Norfolka po stronie Yorków). Bitwa była wyrównana, dopóki nie zginął książę Norfolk. Wówczas linia Yorków zaczęła się chwiać. Ryszard próbował wesprzeć swoje wojska strażą tylną dowodzoną przez hrabiego Northumberland. Ten jednak odmówił wykonania poleceń króla. Wówczas Ryszard w otoczeniu straży przybocznej zaatakował orszak Henryka.
Tudor znalazł się w śmiertelnym niebezpieczeństwie. Sam nie znał się na wojaczce i nie potrafił dowodzić. Chciał uniknąć starcia wręcz z wytrawnym rycerzem, jakim był Ryszard, ale ucieczka oznaczałaby utratę prestiżu i klęskę w bitwie. Na szczęście dla Henryka w tym momencie Stanleyowie zdecydowali się wystąpić po stronie pretendenta i zaatakowali oddział Ryszarda. Król zginął na polu bitwy, a armia Yorków poszła w rozsypkę. Lord Stanley, lub jego brat, zdjął małą, pogiętą koronę z hełmu Ryszarda i wśród wiwatów całego wojska nałożył ją na głowę Henryka Tudora. Pod wieczór armia, teraz już króla Henryka VII, wkroczyła do miasta Leicester.
Pretensje Henryka do korony były mało ugruntowane i opierały się na linii sukcesji z nieprawego łoża. Nie stanowiło to jednak przeszkody; dziedziczenie nie było wówczas jedyną dostępną metodą stawania się władcą. Pretensje mogły być też oparte na nominacji (przez poprzedniego monarchę), aktach prawnych, zasiedzeniu (de facto posiadaniu władzy) oraz, jak to było w przypadku Henryka VII, podboju. Pierwszym obiektem starań Henryka była kwestia ustalenia mocy i nadrzędności jego władzy. Długą i krwawą wojnę domową przeżyło jeszcze kilku pretendentów do tronu, a więc podstawowym problemem Henryka byli konkurenci, tacy jak Perkin Warbeck, wspierani przez niezadowoloną szlachtę. Henrykowi udało się utrzymać koronę za pomocą szeregu środków, wśród których podstawowym było rozdrobnienie i podkopanie potęgi arystokracji. Na samym początku Henryk ogłosił siebie królem począwszy od dnia poprzedzającego bitwę (koronował się dopiero 30 października 1485), sprawiając w ten sposób, że każdy, kto walczył przeciw niemu, mógł być teoretycznie oskarżony o zdradę.
Henryk ugruntował swoją władzę dotrzymując również obietnicy poślubienia Elżbiety York, najstarszej córki króla Edwarda IV i Elżbiety Woodville, córki 1. hrabiego Rivers. Ślub odbył się 18 stycznia 1486 roku w Opactwie Westminsterskim i zjednoczył wojujące rody oraz dał Henrykowi większe prawa do tronu dzięki pochodzeniu Elżbiety (jakkolwiek istnieją dowody, że Edward był dzieckiem nieślubnym).

## Wywód przodków
| 4. Owen Tudor                                     |  |                        |  |  |               |
|                                                   |  | 2. Edmund Tudor        |  |  |               |
| 5. Katarzyna de Valois, córka Karola VI Szalonego |  |                        |  |  |               |
|                                                   |  |                        |  |  | 1. Henryk VII |
| 6. Jan Beaufort, 1. książę Somerset               |  |                        |  |  |               |
|                                                   |  | 3. Małgorzata Beaufort |  |  |               |
| 7. Małgorzata de Beauchamp                        |  |                        |  |  |               |
|                                                   |  |                        |  |  |               |

## Dzieci Henryka i Elżbiety
- Artur, książę Walii (ur. 20 września 1486, zm. 2 kwietnia 1502)
- Małgorzata Tudor (ur. 28 listopada 1489, zm. 18 października 1541)
- Henryk VIII, król Anglii (ur. 28 czerwca 1491, zm. 28 stycznia 1547)
- Elżbieta Tudor (ur. 2 lipca 1492, zm. 14 września 1495)
- Maria Tudor (ur. 18 marca 1496, zm. 25 czerwca 1533)
- Edmund Tudor, książę Somerset (ur. 21 lutego 1499, zm. 19 czerwca 1500)
- Edward Tudor, istnienie niepewne
- Katarzyna Tudor (ur. i zm. 2 lutego 1503); Elżbieta zmarła podczas tego porodu

## Czas pretendentów
Panowanie Henryka opierało się na chwiejnych podstawach, a wiele było w Anglii osób mających apetyty na koronę, jak również osób rozczarowanych rządami Henryka. Był Edward Plantagenet, 17. hrabia Warwick, ostatni w linii męskiej przedstawiciel Domu Yorków, była jego siostra Małgorzata. Był John de la Pole, 1. hrabia Lincoln, którego Ryszard III wyznaczył na swojego następcę. Była siostra Ryszarda, Małgorzata York, księżna-wdowa Burgundii. Henryk zraził też wiele osób, które poparły go w 1485 r. Z natury skryty i skąpy nie sypał na prawo i lewo godnościami i majątkami. Jasper Tudor otrzymał tytuł księcia Bedford, a lord Stanley tytuł hrabiego Derby. Lord Oxford i sir William Stanley nie otrzymali żadnych nowych godności. Zwłaszcza ten ostatni był z tego powodu wielce niezadowolony.
Pierwsze niebezpieczeństwo dla rządów Henryka pojawiło się w 1487 r. W Irlandii, wiernej opoce Domu Yorków, pojawił się niejaki Lambert Simnel, który został uznany za Edwarda, hrabiego Warwick, i 24 maja 1487 r. koronowany w Dublinie jako Edward VI. Lord Lincoln uciekł z dworu Henryka VII 19 czerwca 1486 r. i udał się do Irlandii. Poparcia pretendentowi udzieliła również księżna Małgorzata, która wysłała mu 2000 doborowej piechoty niemieckiej pod wodzą Martina Schwarza. Henryk 2 lutego 1487 r. pokazał publicznie hrabiego Warwick i ogłosił generalną amnestię dla tych, którzy porzucą sprawę pretendenta.
4 czerwca 1487 r. oddziały pretendenta wylądowały w Lancashire. Tam dołączył do nich sir Thomas Boughton na czele lokalnej szlachty. Siły pretendenta wynosiły wówczas ok. 8000 ludzi. Tymczasem zbliżał się król Henryk w asyście lordów Oxforda i Northumberlanda. Lincoln kluczył przez kilka dni, aż w końcu 16 czerwca przyjął bitwę na Stoke Field. Bitwa trwała 3 godziny. Większość armii pretendenta stanowili irlandzcy lekkozbrojni, którzy nie mogli wytrzymać z ciężko uzbrojonymi weteranami Oxforda. Irlandczycy poszli w rozsypkę, piechota niemiecka została wybita do nogi, zginął również hrabia Lincoln. Simnel został pojmany, ale Henryk wybaczył mu i pozostawił przy życiu. Simnel został nawet dworzaninem króla (pomocnikiem w kuchni).
Kolejnym pretendentem, który usiłował sięgnąć po koronę, był niejaki Perkin Warbeck, który mniej więcej w 1490 lub 1491 r. ogłosił, że jest Ryszardem Shrewsburym, młodszym bratem króla Edwarda V. Prawdziwy Ryszard zginął w Tower of London w 1483 r., ale wokół Warbecka (teraz tytułowanego Ryszardem IV) zebrali się ostatni stronnicy Domu Yorków. Jako Ryszarda rozpoznała go również księżna Małgorzata. Na audiencji przyjął go nawet cesarz Maksymilian I Habsburg. W 1497 r. wylądował w Kornwalii, gdzie wywołał powstanie, które zostało szybko stłumione. Próbował następnie przedostać się do Londynu, ale został pojmany i osadzony w Tower razem z hrabią Warwickiem. W 1499 r. obaj podjęli bezskuteczną próbę ucieczki. Jeszcze w tym samym roku obaj zostali straceni.
Wraz ze śmiercią hrabiego Warwicka odszedł ostatni męski przedstawiciel dynastii Plantagenetów. Pozostała jeszcze jego siostra, Małgorzata. Otrzymała ona rodowe włości w okolicach Salisbury i tytuł hrabiny. Nigdy nie podnosiła swych praw do tronu i zginęła dopiero za panowania Henryka VIII z powodu swojego trwania przy katolicyzmie.

## Gospodarka i dyplomacja
Henryk był monarchą finansowo roztropnym, który odbudował majątek praktycznie zrujnowanego skarbu państwa (kasę Edwarda IV opróżnili krewni jego żony Elżbiety Woodville – po śmierci Edwarda, a przed wstąpieniem Ryszarda III na tron) poprzez wprowadzenie skutecznych, choć bezwzględnych mechanizmów podatkowych. Wspomagał go w tym jego kanclerz, arcybiskup John Morton, którego „widły Mortona” to swego rodzaju „paragraf 22” na ściąganie zwiększonych podatków od szlachty („zęby wideł” to: tych, którzy wcześniej płacili mało, stać na płacenie więcej; tych, którzy wcześniej płacili więcej, stać oczywiście na płacenie jeszcze więcej). Zreformowano też królewską administrację, wprowadzając Radę Królewską sprawującą kontrolę nad arystokracją. Powołano również Sąd Izby Gwiaździstej.
Henryk VII prowadził politykę zmierzającą zarówno do utrzymania pokoju, jak i stworzenia koniunktury gospodarczej. Do pewnego stopnia udało mu się osiągnąć oba te cele. Nie był wojskowym i nie dążył do odzyskania terytoriów francuskich utraconych podczas panowania jego poprzedników; jego bystrości przypisywano zawarcie układu z Francją, który bezpośrednio i pośrednio przyniósł pieniądze angielskiemu skarbowi. Zanim wstąpił na tron Anglii, przez większą część swojej kariery pretendenta był otoczony finansową i fizyczną ochroną ze strony francuskiego władcy lub jego wasali. Chcąc jednak wzmocnić swoją pozycję, subwencjonował budownictwo okrętowe, w ten sposób wspierając flotę i poprawiając możliwości rozwoju handlu. Pod koniec życia dysponował osobistą fortuną w wysokości półtora miliona funtów; jego syn potrzebował dużo mniej czasu na jej roztrwonienie, niż ojcu zajęło jej zdobycie.
Henryk nie tylko doszedł do porozumienia z Francją, zatroszczył się też o sojusz z Hiszpanią – poprzez małżeństwo jego syna Artura z Katarzyną Aragońską; ze Szkocją – poprzez małżeństwo jego córki Małgorzaty z królem Szkocji Jakubem IV; oraz z Niemcami, za panowania cesarza Maksymiliana I.

## Późne lata życia
W 1502 roku los zgotował Henrykowi dwa nieszczęścia, z którymi nigdy do końca się nie pogodził: jego następca Artur krótko po swoim ślubie zmarł w zamku Ludlow od epidemii, a kilka miesięcy później, podczas porodu zmarła również królowa – żona Henryka. Nie chcąc, aby negocjacje, które doprowadziły do ślubu jego syna z Katarzyną Aragońską poszły na marne, postarał się o dyspensę dla swojego młodszego syna, aby mógł poślubić wdowę po bracie – normalnie taki stopień powinowactwa wykluczał małżeństwo w Kościele rzymskokatolickim. Henryk uzyskał dyspensę od papieża Juliusza II, ale po namyśle, mając wątpliwości co do wartości małżeństwa, nie zezwolił na nie podczas swojego życia. Wprawdzie snuł, choć bez przekonania, plany ponownego ożenku i spłodzenia kolejnych dziedziców, ale nie doprowadziły one do niczego. Po jego śmierci w 1509 roku na tron wstąpił jego drugi syn, Henryk VIII. Przyczyną śmierci Henryka VII były dna moczanowa i astma.
Król Henryk VII został pochowany w Opactwie Westminsterskim. Nagrobek pary królewskiej wykonał włoski rzeźbiarz Pietro Torrigiano. W grobowcu według pierwotnego zamysłu miał być pochowany Henryk VI, o którego kanonizację starał się Henryk VII. Kaplica, w której pochowano Henryka VII, została przez niego wybudowana za ogromną sumę 14 000 funtów.

## Potomkowie
Starszą córkę Henryka, Małgorzatę, najpierw poślubiono królowi Szkocji Jakubowi IV; ich syn Jakub V był królem Szkocji, jego córka Maria została z kolei królową Szkotów. Henryk miał nadzieję, że za pomocą tego małżeństwa uda się przełamać stary sojusz Szkocji z Francją. Drugim mężem Małgorzaty Tudor był Archibald Douglas; ich wnuk, Henryk Stuart, lord Darnley ożenił się z Marią, królową Szkotów. Ich syn, Jakub VI, król Szkocji, odziedziczył tron Anglii jako Jakub I po śmierci Elżbiety I. Druga córka Henryka VII, Maria, poślubiła najpierw króla Francji Ludwika XII, a kiedy ten zmarł podczas miesiąca miodowego, wyszła za Charlesa Brandona, 1. księcia Suffolk. Ich córka Frances poślubiła Henryka Greya, 3. markiza Dorset, a jedną z ich córek była Jane Grey, w imieniu której jej rodzice i powinowaci próbowali przejąć tron Anglii po śmierci Edwarda VI.

## W kulturze
- W pierwszym odcinku serialu Czarna Żmija, Ryszard III zwyciężył w bitwie pod Bosworth. Zginął później w wyniku tragicznego nieporozumienia. Przegrany Henryk Tudor został jednak królem, bo w późniejszych odcinkach dynastia Yorków nie uniknęła tragicznych wydarzeń.